# Siméon-François Berneux
Siméon-François Berneux (* 14. Mai 1814 in Château-du-Loir im Département Sarthe; † 8. März 1866 in Saenamteo, Seoul) war ein französischer Missionar in Asien und Mitglied der Pariser Mission. Er ist ein Heiliger der katholischen Kirche. Er wurde in Seoul hingerichtet. Sein Tod war Ursache für eine französische Strafexpedition im selben Jahr.

## Leben
Siméon-François Berneux trat mit 17 Jahren in die Pariser Mission und ab 1843 besuchte er das Seminar von Le Mans zur Vervollständigung seines Studiums. Am 20. Mai 1837 empfing er die Priesterweihe für die Französische Mission und wurde im Oktober 1838 zum Professor für Theologie am Seminar der Mission ernannt.
Berneux verließ Le Havre am 12. Februar 1840 und erreichte Anyer auf Java am 31. Mai. Er verbrachte den Sommer in Manila und segelte dann nach Macau. Im Januar 1841 segelte er weiter nach Tonkin. In Vietnam wurde er verhaftet und zur Verhandlung nach Huế gebracht. Dort kam er am 28. Mai an. 1842 wurde er wegen Proselytismus zum Tode verurteilt. Die Strafe wurde aber auf unbestimmte Zeit ausgesetzt. Am 12. März 1843 wurde er entlassen und reiste nach Frankreich zurück. Auf der Insel Bourbon, heute Réunion, erhielt er die Erlaubnis nach Macau zurückkehren. Er erhielt den Auftrag eine Mission in der Mandschurei aufzubauen und kam am 15. März 1844 auf der Liaodong-Halbinsel an.
Papst Pius IX. ernannte Berneux am 15. Juli 1854 zum Titularbischof von Capsus und Apostolischen Vikar von Korea. Emmanuel-Jean-François Verrolles MEP weihte ihn am 27. Dezember 1874 mit Assistenz von Florent Daguin CM zum Bischof. Sein Vorgänger in beiden Ämtern Jean-Joseph-Jean-Baptiste Ferréol wurde am 31. Dezember 1843 geweiht und verwaltete das Apostolische Vikariat von 1845 bis zu seinem Tod 1853. Berneux segelte im Januar 1856 mit einem chinesischen Schiff von Shanghai nach Korea. Er erreichte Korea am 15. März und landete in der Nähe von Seoul. Zu Fuß kamen sie nach Berneux in das Haus von Marie-Nicolas-Antoine Daveluy, ein französischer Priester, der mit Bischof Ferréol nach Korea kam. Berneux errichtete in Seoul eine Residenz, in der er heimlich lebte und arbeitete.
1866 begannen die antikatholischen Verfolgungen von Byeong-in. Berneux wurde wegen seines illegalen Aufenthaltes und verbotener missionarischer Arbeit verhaftet und vor Gericht gestellt. Im Februar 1866 wurde er unter Folter mehrmals verhört und zum Tode verurteilt. Am 8. März 1866 erfolgte die Hinrichtung durch Enthauptung. Daveluy folge ihm als Apostolischer Vikar nach, wurde aber am 30. März 1866 ebenfalls hingerichtet. Nach dem Tod von Berneux und der anderen katholischen Missionare wurde eine französische Strafexpedition nach Korea entsandt, welche Korea in seiner Isolationspolitik eher noch bestärkte.

## Heiligsprechung
Papst Paul VI. sprach Berneux am 6. Oktober 1968 selig. Am 6. Mai 1984 folgte die Heiligsprechung durch Papst Johannes Paul II. Sein Festtag ist der 7. März und gemeinsam mit den 103 koreanischen Märtyrern am 20. September.
Seine Reliquien sind seit 2001 im Institut St. Philipp Neri in Berlin.

## Ehrungen
Nach Berneux ist eine Pflanzengattung Berneuxia aus der Familie der Diapensiaceae benannt.